# From Alaska with Love
From Alaska with Love was een Nederlands televisieprogramma op RTL 5. Het werd gepresenteerd door Roeland Fernhout.

## Geschiedenis
In het programma gingen Nederlandse vrijgezelle vrouwen op zoek naar een vriend Alaska, waar relatief meer mannen dan vrouwen wonen.
Op 26 september 2007 werd bekend dat er vanwege de lage kijkcijfers van het programma nog maar één aflevering werd uitgezonden. Op 1 oktober 2007 werd bekendgemaakt dat RTL 5 de laatste aflevering uitzond op 6 oktober om 21.30 uur en de herhaling op 7 oktober om 23.30 uur.
In deze reeks waren de Alaskaanse mannen: John Cannon van 39, John Whipple van 23, John Wilcox van 25 en Jeff Dahlstrom van 29.